# 吊鋼絲
吊鋼絲，又作吊威也、吊威亞，指影视特技中用于悬吊的钢丝绳，影视剧中的人物腾空、飞跃及空中武打镜头常常要通過吊鋼絲实现，后期剪辑阶段再处理掉。

## 主要用途
电影、戏剧表演或拍摄过程中，演员身上绑着钢丝，利用拉力使其上升或做飞跃动作等特殊效果。如：
(一) 多变化中的舞蹈艺术造型的空中飞行；
(二) 钢线系表演者的腰部曲体或直体前、后空翻数周；
(三) 钢线系腰直体旋转数周；
(四) 翻腾动作与舞蹈造型结合动作；
(五) 空中打斗与造型结合动作；
(六) 各种空中动作、舞蹈造型与现场布景、烟火、地面动作的默契配合。